# Mugardos
Mugardos è un comune spagnolo di 5 456 abitanti situato nella comunità autonoma della Galizia.

## Monumenti e luoghi d'interesse

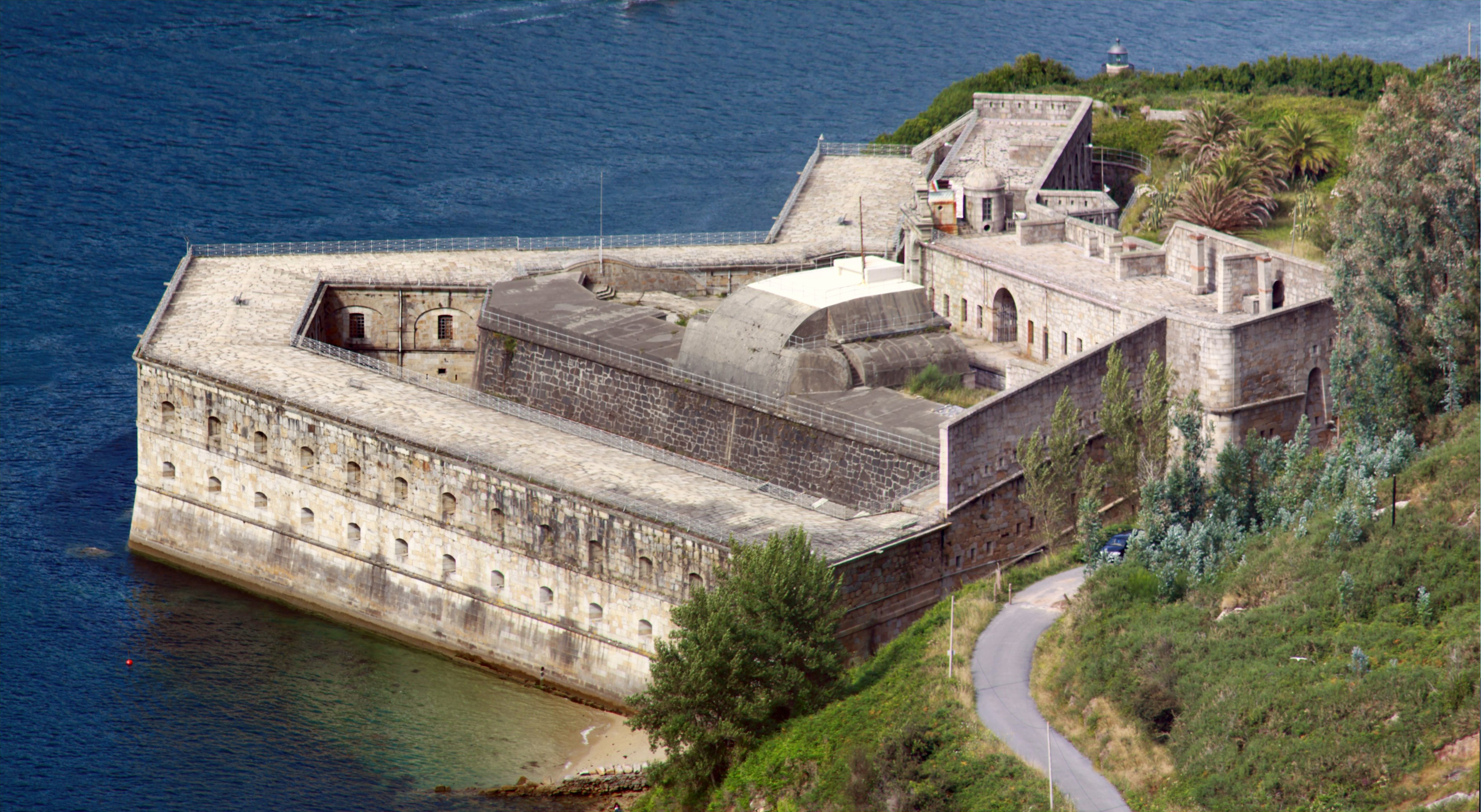
Castello di La Palma.

### Architetture militari
- Castello di La Palma

## Società

### Evoluzione demografica
-